# Bilac (Regatta)
Die Bilac (franz. bi = zwei, Lac = See) ist eine seit 2002 jährlich im September durchgeführte Regatta für Rudermannschaften und Einzelsportler im sogenannten Drei-Seen-Land. Sie gilt als eine der grössten Freizeitsportveranstaltungen für muskelbetriebene Boote in der Schweiz. Sie wurde in ihrer Entstehung durch die «Vogalonga» in Venedig inspiriert. Die Originalstrecke findet dabei auf dem Bielersee und dem Neuenburgersee statt. Bei ungünstigen Witterungsbedingungen wird die Regatta auf die Aare verlegt (sogenannte «Flusstrecke»).
Je nach gewählter Streckenvariante beträgt die Streckenlänge zwischen 30 und 36 km. Die Teilnehmerzahl lag in den letzten Jahren bei etwa 100 Mannschaften, die alle gemeinsam in einem Massenstart gestartet werden.

## Geschichte
Die Regattaveranstaltung «Bilac» wurde anlässlich der Expo im Jahr 2002 ins Leben gerufen. Das damalige Ziel der Veranstalter war die Verbindung der Arteplages Neuenburg und Biel mit einer Veranstaltung auf beiden Seen für muskelbetriebene Boote nach dem italienischen Vorbild der «Vogalonga». Seither ist die Bilac zu einer eigenständigen, jährlich im September durchgeführten Veranstaltung geworden. Es nehmen im Durchschnitt etwa 100 Boote teil, wobei der überwiegende Teil aus Ruderbooten vom Einer bis zum Achter besteht und nur relativ wenige Kanusportler am Start sind. 2021 wurde der bisherige Teilnehmerrekord mit 110 Booten aufgestellt.

## Streckenführung

### «Seestrecke»: Neuenburg – Biel (ca. 30km)
Diese wird auch die «Originalstrecke» genannt, da 2002 anlässlich der ersten Austragung der Bilac die beiden Arteplages der Expo.02 in Neuenburg und Biel miteinander verbunden werden sollten.
Gestartet wird hierbei in Neuchâtel, die Strecke führt nach einigen Kilometern in den Zihlkanal, der den Neuenburgersee mit dem Bielersee verbindet.
Nach Durchquerung des Zielkanals erfolgt die Einfahrt in den Bielersee, vorbei an der Petersinsel. Das Ziel wird auf der Höhe des Bootshauses der Société Nautique Étoile Bienne erreicht.
Aufgrund von Bauarbeiten startete die Bilac 2023 in Saint-Blaise und nicht in Neuenburg, wodurch die Strecke um ca. 4 km verkürzt wurde.

### «Flussstrecke»: Solothurn – Büren – Solothurn (ca. 36km)
Aufgrund des möglichen hohen Wellenganges auf den beiden Seen suchten die Veranstalter nach einer Alternative, um eine jährliche Austragung der Bilac zu gewährleisten. So entstand die sogenannte «Flussstrecke», welche auf der Aare zwischen Solothurn und Büren stattfindet. Aufgrund der Strömung, zahlreicher Kurven und der zusätzlichen 6 km gilt sie als anspruchsvoller als die Seestrecke. Der Start erfolgt in Solothurn und folgt dem Lauf der Aare bis Büren. Die Boote wenden dort und legen die Strecke auf der Nordseite des Flusses bis nach Solothurn zurück, wobei die Ziellinie der Startlinie entspricht.

## Wertung
Es gibt eine sogenannte Rangliste (Ergebnisliste), allerdings erfolgt keine gesonderte Wertung nach Bootsklassen. Lediglich die Zielzeit wird gestoppt und anschliessend auf der Internetseite veröffentlicht, so dass es sich um eine Regatta ohne Beachtung der unterschiedlichen Bootsklassen handelt.